# Ekkehard von Huysburg

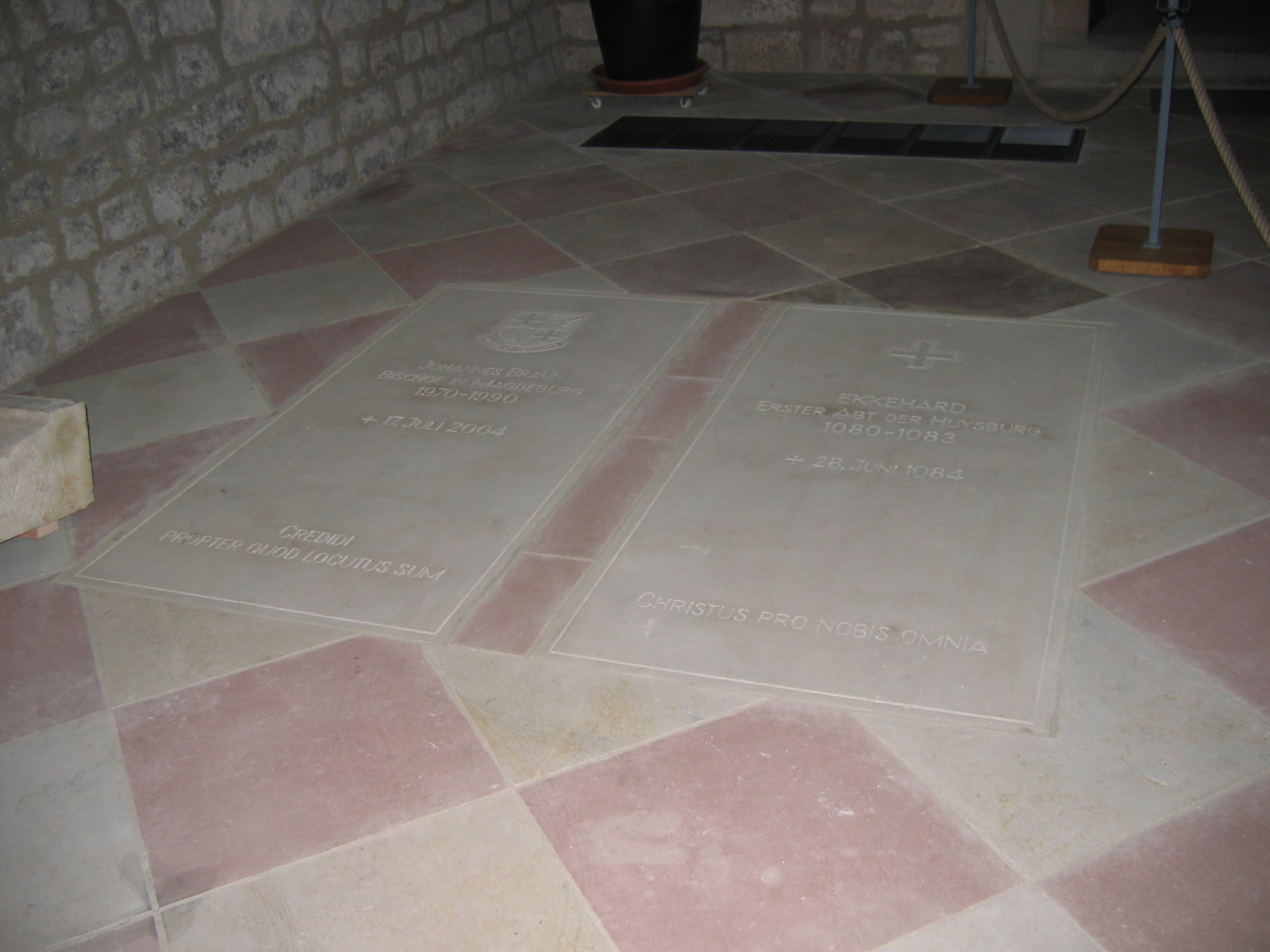
Grab in der huysburgischen Klosterkirche

Ekkehard von Huysburg (* im 11. Jahrhundert; † 28. Juni 1084) war Domherr zu Halberstadt und erster Abt des Klosters Huysburg.

## Leben
Ekkehard lebte im 11. Jahrhundert. 
Der Annalista Saxo schilderte die ersten Vorgänge der einsetzenden Entwicklung und Ausbreitung der monastischen Reformrichtung auf dem neun Kilometer nordwestlich von Halberstadt gelegenen Huy im heutigen Harzkreis. Danach begab sich um 1070 die bisherige Quedlinburger Nonne Bia (Pia) zur Huysburg. Der dortige Kanoniker Ekkehard, der Sehnsucht nach einem anderen geistlichen Leben hatte, wurde durch den Abt Bernhard I. vom Kloster Berge vor Magdeburg zum Mönch geweiht. Cui ne divinum servicium deesset, Ekkehardum canonicum sancti Stephani Halberstad, quem ipsa secreti sui desiderii antea consicum fecerat, prebisterum ibidem constituit et competentem tribuens mansionem stipendia utris que necessaria providit, cum tamen ignoraret episcopus amborum animos tam dudum in eodem fuisse preposito.
Im Jahre 1076 sei die Nonne Adelheid aus Gandersheim auf Veranlassung Ekkehards zur Huysburg gekommen. Aus Unzufriedenheit mit der verfallenen klösterlichen Zucht in Gandersheim verließ sie den dortigen Marienkonvent, um am Aufbau des Reformkurses auf der Huysburg nach den Regeln mitzuhelfen.
Ekkehard habe dann neben Bia und Adelheid auch noch die Nonne Ida aus Quedlinburg aufgenommen.
Neben Meinhold, auch Mainzo genannt, suchte auch der im Kloster Berge unzufriedene Mönch Thizelin als neuen Ort für sein monastisches Leben die Einsiedelei auf der Huysburg. Der Halberstädter Bischof Burchard II. bat den Magdeburger Erzbischof Werner von Steußlingen, Thizelin für das Vorhaben Huysburg freizugeben. Die monastische Betreuung für das neue coenobium übte im Auftrag des Halberstädter Bischofs der Abt vom Kloster Berge aus. Die Huysburger Gemeinschaft vertrat Ekkehard nach außen, Thizelin war bestimmend für die spiritualia und die monastische Disziplin.

### Erster Klosterabt
Nach dem Tod Thizelins am 18. November 1080 wurde Ekkehard, wohl im Konsens mit dem Bischof, am 24. Dezember 1080 als Klostervorsteher bestimmt. Am 21. Juni 1081 spendete ihm der Halberstädter Bischof Burchard II. die Abtsweihe. Abt Ekkehard ließ im östlichen Teil der civitas, dem Gebäudeensemble der Huysburg, eine dem hl. Sixtus gewidmete capella erbauen. Es sollten wegen der Klause die wallfahrenden Menschen eine Andachtsstätte haben. Ekkehard resignierte jedoch schon am 13. August 1083 und starb am 28. Juni 1084. Mit Ekkehard endete der Gründungsprozess des Benediktinerklosters auf dem Huy.
Der nicht gebotene katholische Gedenktag des seligen Ekkehard ist der 28. Juni.

### Grabplatten
Nach seinem Tod am 28. Juni 1084 wurde Ekkehard in der Klosterkirche der Huysburg beigesetzt. Seine Grabstätte war zunächst die Sixtuskapelle, bis seine Gebeine nach der Weihe der neuen Klosterkirche 1121 gemeinsam mit denen des Mönches Thizelin mit großer Ehrerbietung in diese überführt wurden. 1121 wurde Ekkehard als Gründerabt seliggesprochen. Die im Boden eingelassene Bronzeplatte befindet sich im nördlichen Querhaus der Klosterkirche. Die im 15. Jahrhundert entstandene Platte über einer niedrigen Tumba zeigt, eingeritzt auf einem erstaunlich schmalen Bildfeld und umgeben von einer Inschrift, den Abt in vollem Ornat.
2004 fand der frühere Apostolische Administrator von Magdeburg, Bischof Johannes Braun, dort ebenfalls seine letzte Ruhestätte.